# 地方銀行

地方銀行（ちほうぎんこう）は、一般社団法人全国地方銀行協会の会員である銀行である。第一地方銀行と称される場合もある（後述）。

## 概要
定義としては上記のように全国地方銀行協会に加盟する銀行という形である。都市銀行（メガバンク）が高いシェアを持つ三大都市圏や、第二地銀の北洋銀行がシェア1位の北海道等を除く大多数の加盟行はその本店所在府県で最大規模の金融機関であり、地域経済にも大きな影響力（傘下に不動産デベロッパーを置いていたり、地域主要企業の主要融資を担っていたり、メガバンクとの繋がりがあったり等）を持っていることが多い。また、アメリカの地方銀行に擬えてリージョナルバンク（Regional Bank）とも呼ばれる事がある（ただしこの語の意味は信用金庫を含むため注意が必要）。
1990年代初頭はいわゆるバブル景気に乗って、東京都や近隣府県、海外に進出する銀行が続出したが、その後のバブル崩壊による不景気によって、事業譲渡などで撤退し、地元に経営資源を集中させるケースが増えた。ただ、2000年代に入り、京都銀行や山口銀行などのように事業の拡大を狙って、地元の隣接地域に再び進出し始めている。
なお、一般社団法人第二地方銀行協会の会員である銀行（第二地方銀行）との対比から、第一地方銀行と呼ばれる場合もあるが、俗称であって正式なものではない。
2025年1月現在、地銀協加盟の地方銀行は全部で62行存在している。
2014年11月4日に、東日本銀行と横浜銀行が経営統合協議に入り、同月7日には肥後銀行と鹿児島銀行が経営統合に向けた交渉に入った。地方銀行は、第二地方銀行含め、少子高齢化の急速な進展や、地方経済の疲弊になどの要因により経営環境が2010年代に入って以降はかなり厳しい状況であるとされ、この統合交渉を皮切りに、経営体力強化のための業界再編が加速する可能性が高まっている。
2020年5月20日、参院本会議で地方銀行同士の統合・合併を独占禁止法の適用除外とする特例法が成立した。

### 分布状況
愛知県を除いた、46都道府県に分布している。
都道府県別で最も多くの本店を擁しているのは、県内に4行を擁する福岡県(福岡銀行・西日本シティ銀行・筑邦銀行・北九州銀行（山口FG傘下))である。
また、静岡県は、県内に3行を擁している(静岡銀行・スルガ銀行・清水銀行)。
本店を置く地方銀行が2行ずつ存在するのは、岩手県・秋田県・山形県・茨城県・千葉県・富山県・岐阜県・三重県・大阪府及び沖縄県の10府県である。
- 大阪府は、2010年5月1日に池田銀行と泉州銀行が合併し、池田泉州銀行が発足したことで、それまでの3行から池田泉州銀行と近畿大阪銀行（現：関西みらい銀行）の2行に減少した。

その他34都道府県において、本店を置く地方銀行が1行のみとなっている。
- 埼玉県は、武蔵野銀行のほかに埼玉銀行（現在の埼玉りそな銀行）も当初は地方銀行であったが、業容を拡大し1969年に地方銀行から都市銀行へ転換している。
- 新潟県は、2020年まで第四銀行と北越銀行の2行が存在していたが、2021年1月1日に両行が合併し第四北越銀行を発足させたため、現在は1行となっている。

なお、以下の県の県庁所在地に本店を置く地方銀行は存在しない。
- 兵庫県神戸市 - 戦時中に県内の有力銀行が統合し、都市銀行として神戸銀行（現在の三井住友銀行）が設立されたため。県北部の豊岡市に但馬銀行が本店を置いている。
- 愛知県名古屋市 - 戦時中に県内の有力銀行が統合し、都市銀行として東海銀行（現在の三菱UFJ銀行）が設立されたため。以後同県に本店を置く地方銀行は存在しない（第二地方銀行は存在する）。2022年1月現在、愛知県は本店を置く地方銀行の存在しない日本で唯一の都道府県である。
- 山口県山口市 - 現在の山口銀行の前身である第百十国立銀行は当初山口市に本店を置いたものの、すぐに下関市に本店を移転させた。その名残から現在も第一地方銀行である山口銀行は同市に本店を置いており、山口市には第一地方銀行の山口銀行と第二地方銀行の西京銀行が山口支店を置いているのみである。
- 埼玉県（1969年 - 2001年4月の間）- 埼玉銀行が都市銀行へ転換してから旧浦和市に本店を置く地方銀行は存在しない。武蔵野銀行は旧大宮市に本店を置いており、さいたま市発足によって名目上県庁所在地に本店を置く地方銀行となった。

### 総資産
2000年代より不良債権処理にともなう資本増強や業務効率化などの目的で、地方銀行においても合併や金融持株会社設立による経営統合が盛んに行われるようになり、地方銀行から発展した金融持株会社を含めると以下の順位となる。
- ふくおかフィナンシャルグループ（総資産：20.8兆円）
- コンコルディア・フィナンシャルグループ（18.9兆円）
- めぶきフィナンシャルグループ（17.3兆円）
- 千葉銀行（14.9兆円）
- ほくほくフィナンシャルグループ（13.1兆円）
- 静岡銀行（11.8兆円）
- 八十二銀行（10.4兆円）
- 西日本フィナンシャルホールディングス（10.4兆円）
- 九州フィナンシャルグループ（10.4兆円）
- 山口フィナンシャルグループ（10.3兆円）
- 北洋銀行（9.7兆円）
- 京都銀行（9.6兆円）
- 広島銀行（8.9兆円）
- 七十七銀行（8.6兆円）

### 大手地方銀行
資産、信用格付け、自己資本比率、運用額、店舗数などで他の地方銀行よりも群を抜き規模が大きい地方銀行は大手地方銀行と呼ばれ、
横浜銀行、静岡銀行、千葉銀行、常陽銀行、京都銀行、福岡銀行
の6行を指す。
特に横浜銀行、静岡銀行、千葉銀行の3行は三大地方銀行（メガ地銀）と呼ばれる。

## 地方銀行の一覧
|    |
| -- |
| 1  |
| 2  |
| 3  |
| 4  |
| 5  |
| 6  |
| 7  |
| 8  |
| 9  |
| 10 |
| 11 |
| 12 |
| 13 |
| 14 |
| 15 |
| 16 |
| 17 |
| 18 |
| 19 |
| 20 |
| 21 |
| 22 |
| 23 |
| 24 |
| 25 |
| 26 |
| 27 |
| 28 |
| 29 |
| 30 |
| 31 |
| 32 |
| 33 |
| 34 |
| 35 |
| 36 |
| 37 |
| 38 |
| 39 |
| 40 |
| 41 |
| 42 |
| 43 |
| 44 |
| 45 |
| 46 |
| 47 |
| 48 |
| 49 |
| 50 |
| 51 |
| 52 |
| 53 |
| 54 |
| 55 |
| 56 |
| 57 |
| 58 |
| 59 |
| 60 |
| 61 |
| 62 |

| 銀行名           | 本店所在地             | 店舗数 | 預金 （億円） | 貸出金 （億円） | 自己資本比率 （％） | 金融機関 コード番号 |
| ---------------- | ---------------------- | ------ | ------------- | --------------- | ------------------- | ------------------- |
| 北海道銀行       | 北海道札幌市中央区     | 141    | 42,171        | 31,086          | 10.76               | 0116                |
| 青森みちのく銀行 | 青森県青森市           | 178    | 28,935        | 53,122          | *.**                | 0117                |
| 秋田銀行         | 秋田県秋田市           | 97     | 23,634        | 14,963          | 11.45               | 0119                |
| 北都銀行         | 秋田県秋田市           | 82     | 11,226        | 7,822           | 10.31               | 0120                |
| 荘内銀行         | 山形県鶴岡市           | 81     | 11,145        | 8,976           | 10.73               | 0121                |
| 山形銀行         | 山形県山形市           | 79     | 20,201        | 14,182          | 13.34               | 0122                |
| 岩手銀行         | 岩手県盛岡市           | 110    | 30,332        | 16,389          | 13.12               | 0123                |
| 東北銀行         | 岩手県盛岡市           | 57     | 7,303         | 5,192           | 9.65                | 0124                |
| 七十七銀行       | 宮城県仙台市青葉区     | 141    | 71,329        | 40,078          | 12.33               | 0125                |
| 東邦銀行         | 福島県福島市           | 114    | 47,244        | 26,389          | 10.44               | 0126                |
| 群馬銀行         | 群馬県前橋市           | 150    | 59,852        | 45,822          | 13.13               | 0128                |
| 足利銀行         | 栃木県宇都宮市         | 153    | 49,578        | 40,073          | 8.68                | 0129                |
| 常陽銀行         | 茨城県水戸市           | 179    | 74,909        | 53,993          | 12.19               | 0130                |
| 筑波銀行         | 茨城県土浦市           | 147    | 21,353        | 15,478          | 9.93                | 0131                |
| 埼玉りそな銀行   | 埼玉県さいたま市浦和区 | 132    | 131,233       | 72,102          | 11.37               | 0017                |
| 武蔵野銀行       | 埼玉県さいたま市大宮区 | 94     | 36,953        | 30,786          | 10.91               | 0133                |
| 千葉銀行         | 千葉県千葉市中央区     | 180    | 101,218       | 80,830          | 13.04               | 0134                |
| 千葉興業銀行     | 千葉県千葉市美浜区     | 72     | 22,069        | 17,244          | 8.60                | 0135                |
| きらぼし銀行     | 東京都港区             | 164    | 48,094        | 36,363          | 13.90               | 0137                |
| 横浜銀行         | 神奈川県横浜市西区     | 205    | 118,683       | 95,051          | 13.05               | 0138                |
| 第四北越銀行     | 新潟県新潟市中央区     | 121    | 79,758        | 49,476          | 10.14               | 0140                |
| 山梨中央銀行     | 山梨県甲府市           | 90     | 26,366        | 14,475          | 16.67               | 0142                |
| 八十二銀行       | 長野県長野市           | 155    | 60,013        | 44,424          | 18.02               | 0143                |
| 北陸銀行         | 富山県富山市           | 188    | 57,120        | 42,276          | 12.40               | 0144                |
| 富山銀行         | 富山県高岡市           | 38     | 4,152         | 2,740           | 9.85                | 0145                |
| 北國銀行         | 石川県金沢市           | 104    | 30,541        | 23,586          | 12.46               | 0146                |
| 福井銀行         | 福井県福井市           | 96     | 20,352        | 15,001          | 11.84               | 0147                |
| 静岡銀行         | 静岡県静岡市葵区       | 202    | 82,342        | 72,407          | 16.37               | 0149                |
| スルガ銀行       | 静岡県沼津市           | 130    | 38,163        | 28,800          | 11.42               | 0150                |
| 清水銀行         | 静岡県静岡市清水区     | 78     | 13,823        | 10,364          | 11.57               | 0151                |
| 大垣共立銀行     | 岐阜県大垣市           | 149    | 42,059        | 33,562          | 10.87               | 0152                |
| 十六銀行         | 岐阜県岐阜市           | 157    | 50,372        | 37,515          | 10.47               | 0153                |
| 三十三銀行       | 三重県四日市市         | 75     | 15,778        | 12,846          | 9.41                | 0154                |
| 百五銀行         | 三重県津市             | 134    | 42,351        | 27,100          | 10.64               | 0155                |
| 滋賀銀行         | 滋賀県大津市           | 128    | 41,670        | 29,248          | 14.54               | 0157                |
| 京都銀行         | 京都府京都市下京区     | 167    | 62,991        | 42,232          | 12.42               | 0158                |
| 関西みらい銀行   | 大阪府大阪市中央区     | 273    | 70,290        | 64,270          | 7.81                | 0159                |
| 池田泉州銀行     | 大阪府大阪市北区       | 139    | 46,173        | 35,848          | 9.69                | 0161                |
| 南都銀行         | 奈良県奈良市           | 134    | 45,970        | 29,839          | 10.03               | 0162                |
| 紀陽銀行         | 和歌山県和歌山市       | 108    | 35,896        | 26,079          | 10.85               | 0163                |
| 但馬銀行         | 兵庫県豊岡市           | 76     | 8,382         | 6,571           | 10.10               | 0164                |
| 鳥取銀行         | 鳥取県鳥取市           | 66     | 8,830         | 6,743           | 10.93               | 0166                |
| 山陰合同銀行     | 島根県松江市           | 144    | 36,973        | 23,184          | 16.24               | 0167                |
| 中国銀行         | 岡山県岡山市北区       | 162    | 56,900        | 35,664          | 14.83               | 0168                |
| 広島銀行         | 広島県広島市中区       | 168    | 61,881        | 48,046          | 11.92               | 0169                |
| 山口銀行         | 山口県下関市           | 136    | 47,738        | 32,991          | 14.22               | 0170                |
| 阿波銀行         | 徳島県徳島市           | 99     | 25,001        | 16,465          | 12.16               | 0172                |
| 百十四銀行       | 香川県高松市           | 123    | 37,756        | 26,213          | 10.86               | 0173                |
| 伊予銀行         | 愛媛県松山市           | 152    | 48,193        | 37,253          | 13.90               | 0174                |
| 四国銀行         | 高知県高知市           | 109    | 24,112        | 15,771          | 11.09               | 0175                |
| 福岡銀行         | 福岡県福岡市中央区     | 170    | 84,244        | 72,452          | 10.78               | 0177                |
| 筑邦銀行         | 福岡県久留米市         | 44     | 6,165         | 4,222           | 7.75                | 0178                |
| 西日本シティ銀行 | 福岡県福岡市博多区     | 198    | 65,165        | 56,213          | 10.15               | 0190                |
| 北九州銀行       | 福岡県北九州市小倉北区 | 32     | 7,687         | 8,046           | 12.10               | 0191                |
| 佐賀銀行         | 佐賀県佐賀市           | 100    | 20,187        | 12,887          | 10.55               | 0179                |
| 十八親和銀行     | 長崎県長崎市           | 188    | 48,483        | 28,513          | 10.87               | 0181                |
| 肥後銀行         | 熊本県熊本市中央区     | 122    | 38,323        | 25,734          | 12.83               | 0182                |
| 大分銀行         | 大分県大分市           | 101    | 25,357        | 17,377          | 11.40               | 0183                |
| 宮崎銀行         | 宮崎県宮崎市           | 96     | 19,325        | 15,490          | 11.84               | 0184                |
| 鹿児島銀行       | 鹿児島県鹿児島市       | 121    | 32,936        | 24,391          | 12.89               | 0185                |
| 琉球銀行         | 沖縄県那覇市           | 75     | 18,828        | 13,300          | 10.50               | 0187                |
| 沖縄銀行         | 沖縄県那覇市           | 65     | 16,875        | 12,474          | 11.66               | 0188                |

埼玉りそな銀行を除く全行が全国地方銀行協会の会員行である。そのため埼玉りそな銀行を地方銀行ではなく都市銀行として扱う場合もある。